# Красногорск (Узбекистан)
Красного́рск (узб. Krasnogorsk) —  шахтёрский посёлок городского типа в Ташкентской области Узбекистана.
Основан в начале 1950-х годов (1953). Административно посёлок с 2022 г. подчиняется властям города Паркент. В посёлке проживают около 19 000 человек.

## Рудоуправление № 2

Вид на посёлок

Градообразующее предприятие «Рудоуправление № 2» (РУ-2) было создано в 1954 году как горнодобывающее предприятие для освоения уранового месторождения Чаули. Затем рудоуправлением отрабатывались флюоритовые месторождения Агата-Чибаргата, Наугискен. В 1963 году в состав рудоуправления вошли рудник Чибаргата и обогатительная фабрика. В 1992 году РУ-2 вошло ассоциированным членом в госконцерн «Кызылкумредметзолото», а в 1995 году включено в состав «Навоийского ГМК». Основные направления деятельности: промышленная добыча облицовочного камня габбро; обогатительная фабрика перерабатывает фосфоритовое сырьё с получением фосконцентрата.

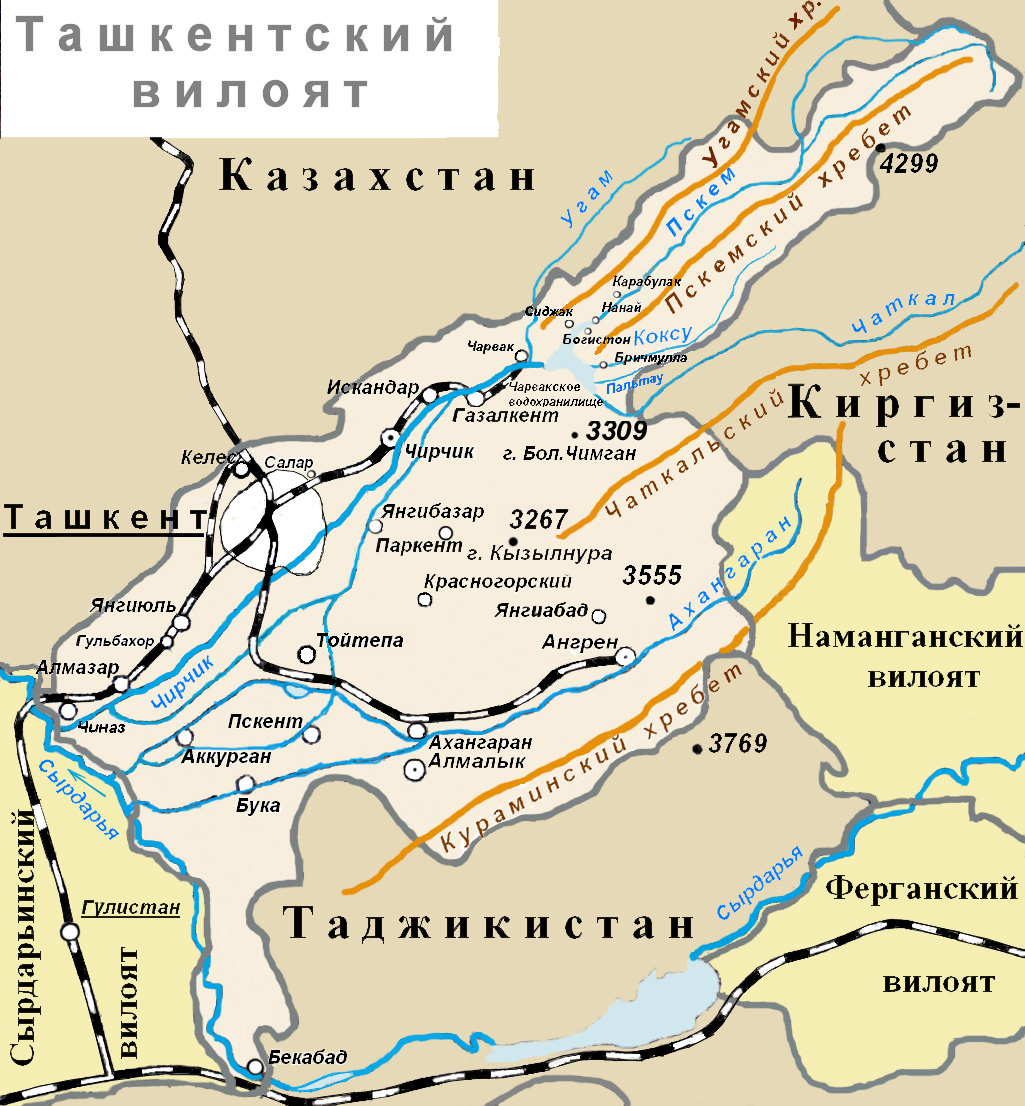
Карта — схема Ташкентской области (вилоята)